# Église Saint-Élie de Mihajlovac
Pour les articles homonymes, voir Église Saint-Élie.
L'église Saint-Élie de Mihajlovac (en serbe cyrillique : Црква Светог пророка Илије у Михајловцу ; en serbe latin : Crkva Svetog proroka Ilije u Mihajlovcu) est une église orthodoxe serbe située à Mihajlovac, sur le territoire de la ville de Smederevo et dans le district de Podunavlje en Serbie. Elle est inscrite sur la liste des monuments culturels protégés de la république de Serbie (identifiant no SK 1735).

## Présentation

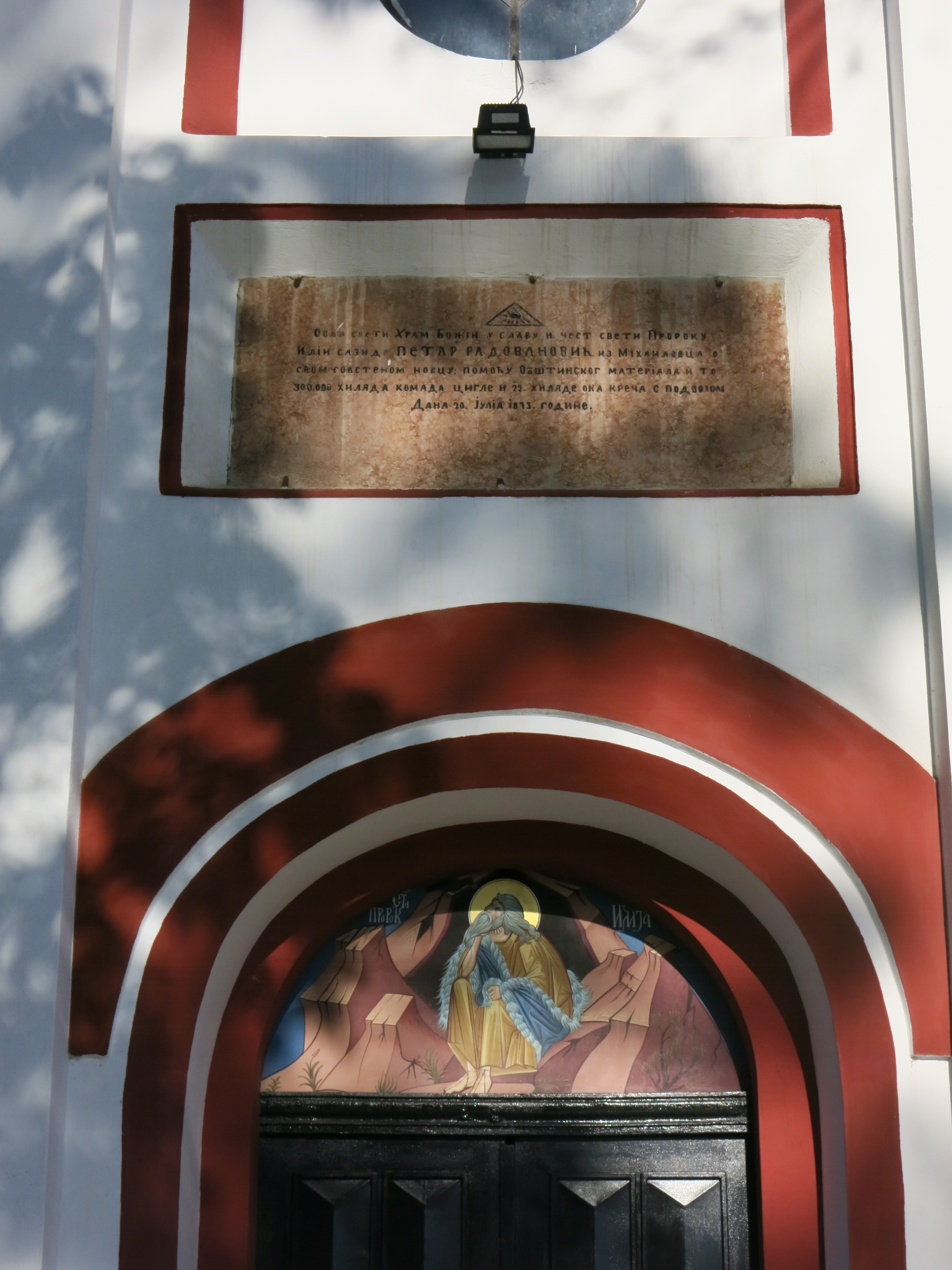
Le portail d'entrée.

L'église a été construite en 1873 grâce à une donation du marchand Petar Radovanović Brdar, ainsi que l'atteste une inscription au-dessus du portail d'entrée.
Elle est constituée d'une nef unique, prolongée à l'est par une abside demi-circulaire à l'intérieur et pentagonale à l'extérieur ; dans la zone de l'autel se trouvent aussi deux chapelles l'une au nord et l'autre au sud ; la nef est précédée par un narthex dominé par un clocher. Les façades sont décorées avec simplicité, notamment grâce à la corniche du toit et grâce aux briques rouges qui soulignent le cintre des fenêtres.
Sur le socle du mur sud de l'église se trouve une plaque en marbre blanc portant l'inscription suivante : « Chrétiens ! sous ce monument gît le corps de Petar Radovanović dans sa tombe ».
À l'intérieur de l'église, les icônes de l'iconostase ont été peintes par plusieurs artistes en 1873 ; certaines d'entre elles ont été réalisées par Aca ou Živa Radak.
L'église abrite aussi de précieux livres et objets liturgiques parmi lesquels on peut signaler un calice, qui est l'œuvre de l'orfèvre viennois Đorđe Jovanović et qui a été offert par le prince Mihailo Obrenović.

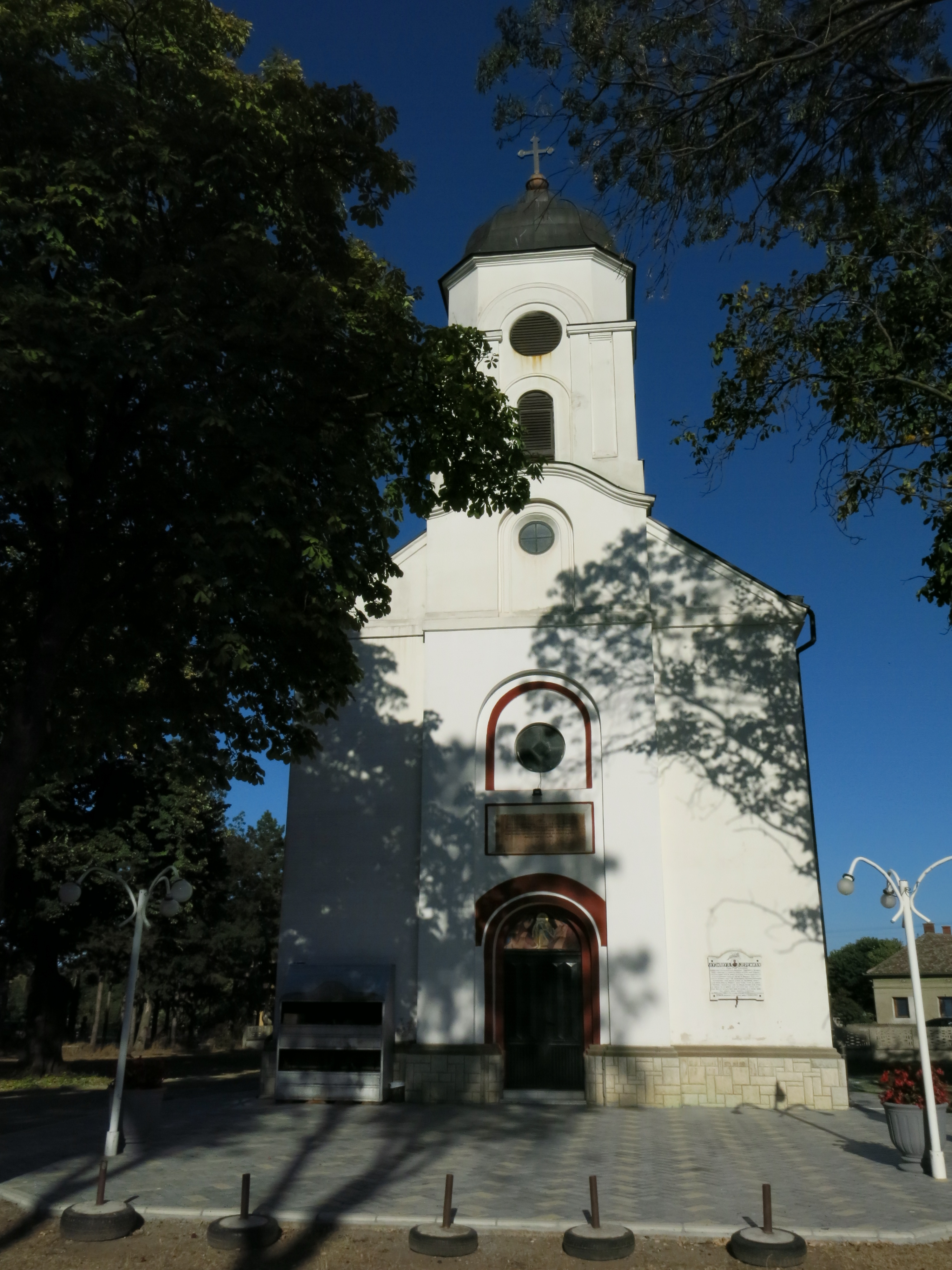
La façade occidentale.
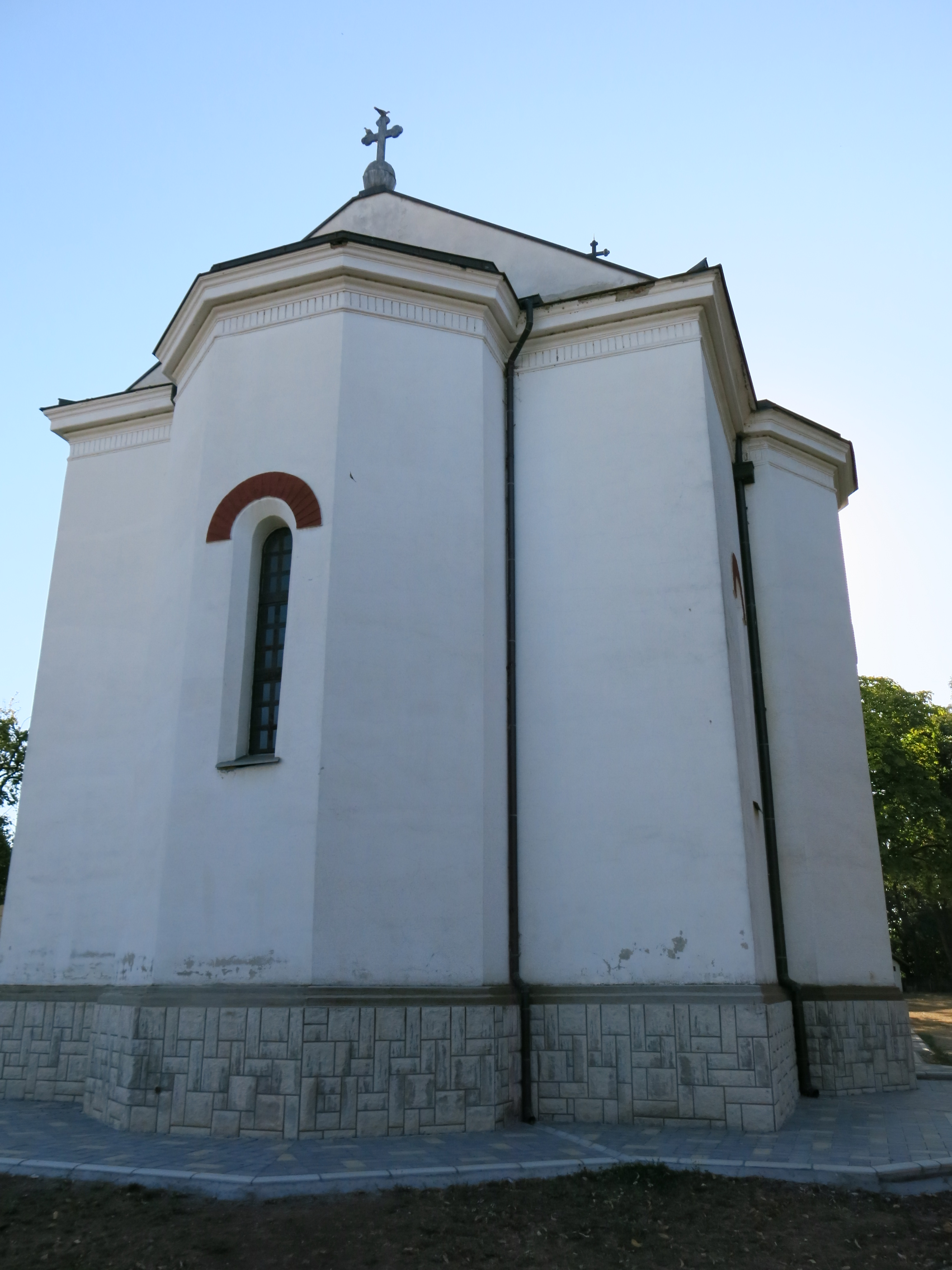
Le chevet.